# D'Aulnis de Bourouill

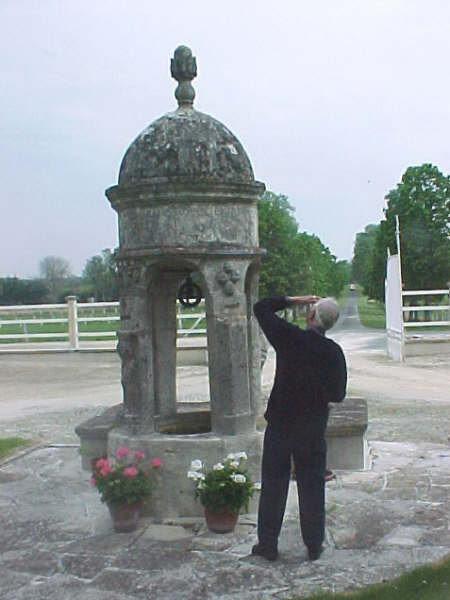
Louis d'Aulnis bezoekt Caillaud in 2003

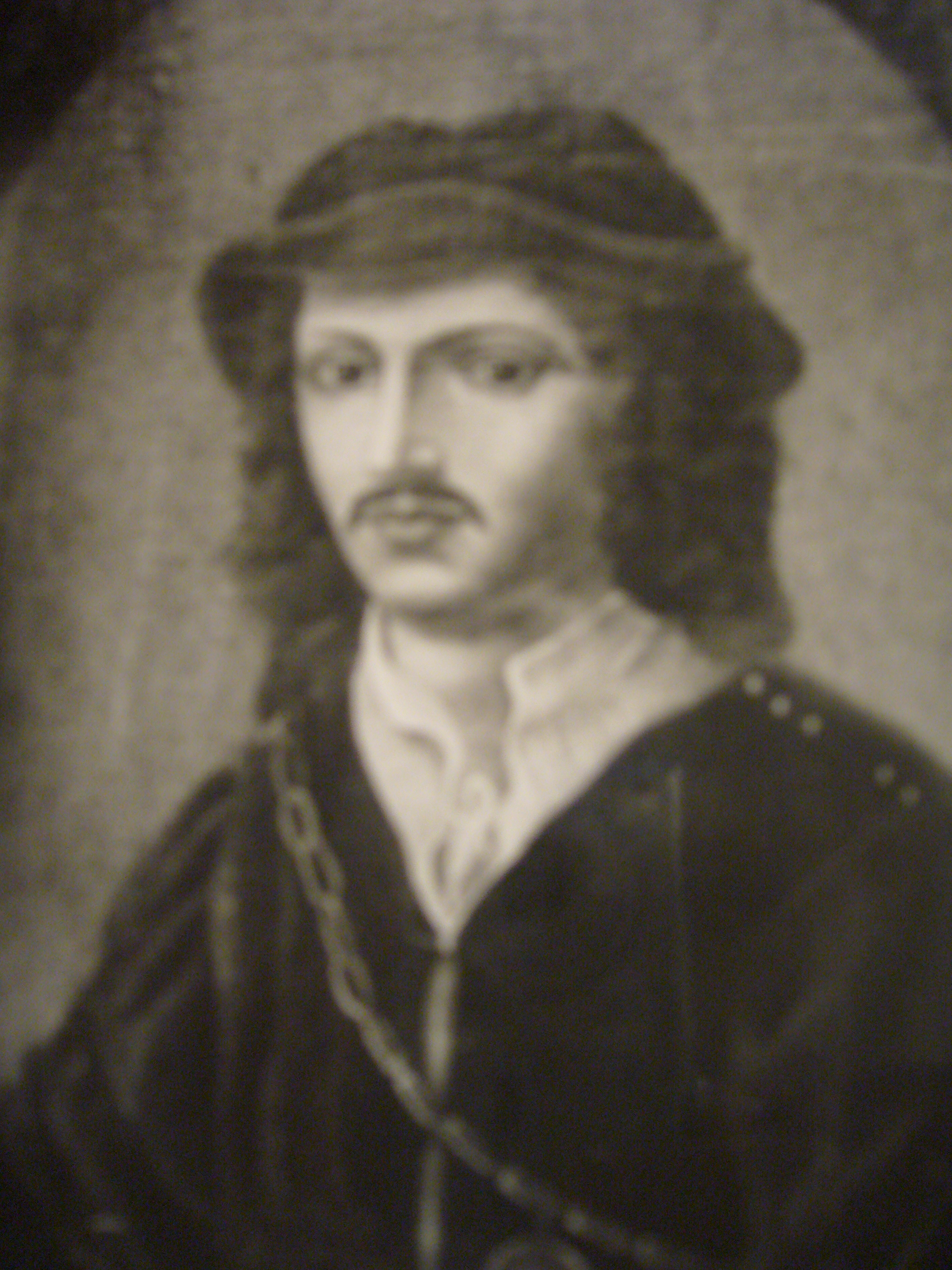
Pierre d'Aulnis du Caillaud (†1709)

D'Aulnis de Bourouill is een van oorsprong Franse familie waarvan leden sinds 1814 tot de Nederlandse adel behoren, vanaf 1823 met de titel van baron of barones.

## Geschiedenis
De bewezen stamreeks begint met Pierre d'Aulnis († 1709) die kapitein in Britse dienst was.
Pierre d'Aulnis du Caillaud (†1709) was in 1672 Frans officier en raakte tijdens het Beleg van Zutphen gewond. In 1685 vluchtte hij met zijn vrouw en twee kinderen vanuit de haven van Tonnay-Charente bij Rochefort naar de Noordelijke Nederlanden. Daar liet hij zijn gezin achter: zijn zoontje Pierre Louis (geb. 1678), zijn dochter Angélique en hun moeder Angélique Henriette Boysbelaud de Montacier. Hij reisde zelf door naar Ierland, waar prins Willem III van Oranje, stadhouder van het gewest Holland en koning van Engeland, hem als hugenoot tot kapitein der infanterie benoemde. In 1694 was hij kapitein in Turijn, onder zijn schoonvader Henri Boisbelaud de Montacier. Het regiment bestond geheel uit hugenoten (gevluchte protestanten). In 1697 vertrok Angélique Henriette ook naar Ierland, samen met haar dochter; ze liet haar zoon Pierre Louis achter bij generaal Henri de Boisbelaud, een broer van haar vader, ook vluchteling. Pierre overleed in Portarlington in 1709 en werd daar begraven.
Pierre Louis d'Aulnis (1678-1739), zoon van Pierre, is de stamvader van de Nederlandse tak, maar wordt genealogisch aangeduid met generatie II. In 1701 werd hij door de Staten-Generaal benoemd tot kapitein van een aan te werven compagnie fuseliers. In 1702 brak de Spaanse Successieoorlog uit en in 1703 werd hij benoemd tot majoor in het regiment van generaal Boisbelaud. In 1707 ging hij met het Regiment van Lislemarais onder leiding van luitenant-generaal van Friesheim naar Spanje, waar hij op 25 april gewond raakte in de Slag van Almansa.
Op 18 februari 1703 trouwde hij met Geertruida van den Boogaard. Ze kregen vier kinderen: Pieter Egidius Gerbrand (1703), Justus Ludovicus (1707), Henriette Johanna (1708-1710) en Catharina Aletta Everarda (1710). Kort na haar laatste kraambed overleed zijn echtgenote. Hij hertrouwde met Marie Boisbelaud de Montacier; uit dit huwelijk werden zeven kinderen geboren. Na de Vrede van Utrecht in 1713 was er voor officieren in dienst van 'Hunne Mogendheden' geen gelegenheid meer om aan buitenlandse veldtochten mee te doen. Het echtpaar ging wonen in Den Haag, waar Pierre Louis in 1739 overleed.
In 1798 hechtte Frederik Herman d'Aulnis de toevoeging 'de Bourouill' aan zijn naam. Bourouill was een polder aan de rivier de Seudre, waar zijn voorouders van zoutwinning leefden. Het ligt ten Noorden van de uitmonding van de Gironde. Het zoute water van de Golf van Biskaje loopt er met hoog tij binnen, en wordt daar opgevangen. In latere jaren werd ook zout uit andere landen geïmporteerd en liep de handel daardoor achteruit. Nu zijn er oesterputten.
Bij Souverein Besluit van 28 augustus 1814 werd Justus Hendrik Ludovicus benoemd in de ridderschap van Groningen. In 1823 werd hij erkend te behoren bij de Nederlandse adel, met de titel van baron op allen.

## Wapen

Voor een blauwe achtergrond staan twee gouden adelaars op een vurige rots. Zij staan tegenover elkaar, met geopende, neerwaartse vlucht, en houden in hun snavel een aanziende, gouden traliehelm vast bij het schouderstuk. De helm is zwart gevoerd.

De wapenspreuk is 'Prudence et Fidelité'.

## Enkele leden
Frederik Herman d'Aulnis de Bourouill (1746-1819), officier in Statendienst; trouwde in 1773 met Anna de Jongh (1752-1786), dochter van Leonardus de Jongh, heer van Hedikhuizen
- mr. Justus Hendrik Ludovicus baron d'Aulnis de Bourouill, heer van Hedikhuizen en Bijma (1777-1824), lid provinciale staten van Groningen, eigenaar van Huis Bijma
  - mr. Frederic Hendrik baron d'Aulnis de Bourouill (1805-1885), burgemeester en lid Provinciale Staten van Groningen
    - Frederik Justus Hendrik Lodewijk baron d'Aulnis de Bourouill (1840-1912), burgemeester

  - mr. Jan Carel Ferdinand baron d'Aulnis de Bourouill (1811-1883), jurist, burgemeester, officier van justitie en procureur-generaal
    - mr. Willem Jan baron d'Aulnis de Bourouill (1843-1878), advocaat
      - Georgina Aleida barones d'Aulnis de Bourouill (1873-1941); trouwde in 1896 met Marcus van Heloma (1866-1944), burgemeester
      - Wilhelmina Johanna barones d'Aulnis de Bourouill (1876-1954); trouwde in 1898 met jhr. Ferdinand Wttewaall van Stoetwegen, heer van Stoetwegen (1866-1936), burgemeester

    - Ferdinand Folef baron d'Aulnis de Bourouill (1850-1925), burgemeester
      - ir. George baron d'Aulnis de Bourouill (1888-1927)
        - mr. Pierre Louis baron d’Aulnis de Bourouill RMWO (1918-2012), Engelandvaarder, luitenant-kolonel
          - mr. Fleur Alix barones d’Aulnis de Bourouill (1945), waarnemend griffier gerechtshof; trouwde in 1970 met prof. dr. ir. Jens Christian Arnbak (1943-2017), onder andere voorzitter van de Opta

        - dr. mr. Adrienne barones d'Aulnis de Bourouill (1920-1997), juriste

    - prof. mr. Johan baron d'Aulnis de Bourouill (1850-1930), jurist en hoogleraar economie; trouwde in 1887 met Elizabeth Willemina Malvina Twiss (1853-1934), lid van de familie Twiss
    - Wibbina Maria barones d'Aulnis de Bourouill (1853-1932); trouwde in 1878 met prof. dr. Diederik Johannes Korteweg (1848-1941), buitengewoon hoogleraar en rector magnificus Gemeentelijke Universiteit Amsterdam